# تغريد أم العزيز بالله الفاطمي
تغريد أم العزيز بالله نزار بن المنصور العبيدي الفـاطمي مصرية عرفت ببرها وصلاحها، أنشأت سنة 336 هـ الجامع المعروف بجامع الأولياء، كما بنت مدرسة منـازل العز، وهي من دور الخلفاء الفاطميين، وكانت تشرف علـى النيل، ما جعلها أن تكون مقر نزهة الخلفاء.